# 2012年の野球
2012年の野球（2012ねんのやきゅう）では、2012年の野球界における動向をまとめる。
2011年の野球 - 2012年の野球 - 2013年の野球

## できごと

### 1月
- 1月10日 - 【学生】日本学生野球協会はこの日、2011年度の表彰者を発表。東洋大主将の鈴木大地（ロッテ、ドラフト3位）ら72人が選出された[1]。
- 1月21日 - 【WCBF】ソフトバンクの球団会長で、世界少年野球推進財団(WCBF)理事長を務める王貞治が、少年野球の普及活動等が評価され、バド・セリグMLBコミッショナーと国際野球連盟(IBAF)から表彰された
- 1月26日 - 【日本代表】NPBはこの日、東日本大震災復興支援ベースボールマッチ「日本代表対台湾代表」戦（3月10日、東京ドーム）出場の日本代表チームのメンバーを発表。主なメンバーに楽天の田中将大、西武の中村剛也らが選出されたほか、日本ハムの斎藤佑樹らが初の代表入りとなった[2]。監督はソフトバンクの監督の秋山幸二が務めた。
- 1月27日 【高校】第84回選抜高等学校野球大会（阪神甲子園球場）の出場32校が決定
- 1月30日 - 【社会人】福岡市に本社を持つ西部ガスが、4月の硬式野球部創部に合わせ、日本野球連盟の承認を受け正式加盟
- 1月31日 - 【学生】日本学生野球協会の審査室会議が開かれ、大学1、高校12、合わせて13件もの処分を発表。飲酒運転で辞任した駒大前監督の小椋正博に対し、2年間の謹慎処分を科した

### 2月
- 2月8日 - 野口茂樹が愛知県常滑市で活動するNPO法人「ルーキーズ」のコーチに就任することがわかった
- 2月14日 - 【KBO】朝鮮日報が、韓国プロ野球でも八百長が行われている疑惑が浮上していることを報じた（韓国プロ野球八百長事件参照）。
- 2月27日 - 【社会人】西部ガスが新設の硬式野球部のコーチに、北海道駒大苫小牧高校野球部監督を務めた香田誉士史を迎えることを発表
- 2月27日 - 【KANDOK】奈良県を本拠とする新球団大和侍レッズが正式に発足[3]
- 2月28日 - 【KBO】韓国プロスポーツ界における八百長事件で、KBO・LG金聖賢がブローカーからの依頼で故意に四球を与えて礼金を受け取っていたとして、大邱地検は金聖賢を国民体育振興法違反容疑で拘束した（韓国プロ野球八百長事件参照）。

### 3月
- 3月5日 - ダルビッシュ有の出身地である大阪府羽曳野市が、硬式野球場を整備し、ダルビッシュの名前を冠した「ダルビッシュ球場」（仮称）とすることがこの日、明らかになった。同市とダルビッシュが協力し、早ければ2014年の完成を目指す方針

### 4月
- 4月4日 - 【高校】第84回選抜高等学校野球大会（阪神甲子園球場）決勝、大阪桐蔭（大阪）が光星学院（青森）に7対3で勝利し初優勝[4]。
- 4月18日 - 【KBO】韓国プロ野球八百長事件で、大邱地裁は八百長に加担した元LGツインズ投手の朴顯俊と金聖賢に懲役6か月、執行猶予2年と追徴金の有罪判決を言い渡した。またKBOは事態を重く見て、2投手の永久追放処分を決定[5]。

### 5月
- 5月3日 - 【KANDOK】兵庫ブルーサンダーズの吉田えりが対紀州レンジャーズ戦に先発し、5回を1失点に抑えて勝利を挙げ、リーグ初の女性勝利投手となった[6]
- 5月8日 - 【KBO】三星ライオンズの李承燁が対ロッテ・ジャイアンツ戦で韓日通算2000本安打を達成（韓国1286、日本714）[7]
- 5月10日 - 【台湾】興農ブルズの林益全が対兄弟エレファンツ戦でリーグ史上8人目のサイクル安打達成[8]。
- 5月12日 - 【KBO】三星ライオンズの李承燁が対LGツインズ戦で通算300二塁打[7]。
- 5月23日 - 【KBO】ネクセン・ヒーローズが対LGツインズ戦に勝利し、球団創立以来初の単独首位に立つ[9]。
- 5月23日 - 【台湾】統一セブンイレブン・ライオンズが対兄弟エレファンツ戦に9対0で勝利し、リーグ史上最速のマジック10が点灯[9]。
- 5月26日 - 【KBO】元中日で、起亜タイガースの李鍾範の引退試合が対LGツインズ戦で行われ、李は試合には出場しなかったが、試合終了後にセレモニーが行われ、挨拶している[9]。
- 5月27日 - 【大学】東京六大学野球の明大の小室和弘が対立大戦（神宮）で、リーグ史上26年ぶり7人目のサイクル安打達成[10]。
- 5月31日 - 【社会人】NOMOクラブが兵庫県豊岡市に本拠地を移転することを発表[11]。

### 6月
- 6月5日 - 【FISU・大学】7月に台湾で開催予定だった第6回世界大学野球選手権大会の中止が決定。理由として、台湾、日本、韓国、スリランカの合計4チームしか参加の申請がなく、開催条件である6チームに満たなかったため[12]。
- 6月11日 - 野球体育博物館が公益財団法人への移行に向けた定款案を承認[13]。
- 6月11日 - 【高校】日本高等学校野球連盟（以下、日本高野連と記す）は平成24年度育成功労賞に、大悟法久志（柳ヶ浦高、明豊高など元監督。2011年没）ら49人の選出を発表[14]。
- 6月14日 - 【WBC】WBCアメリカ代表の監督に、ニューヨーク・ヤンキース等の監督を歴任したジョー・トーリ（MLB副会長）が就任
- 6月15日 - 【大学】全日本大学野球連盟が第6回世界大学野球選手権大会の中止を発表[15]。
- 6月15日 - 【社会人】西濃運輸はこの日、退任する後藤寿彦に替わり林教雄が監督に就任することを発表。林は2008年以来4期ぶりの監督復帰
- 6月18日 - 【大学】第61回全日本大学野球選手権大会決勝戦、早大が亜大を4-0で破り、5年ぶり4度目の優勝
- 6月20日 - 【四国IL+】香川オリーブガイナーズが前期優勝。昨年後期に続く2期連続で、半期優勝は通算8度目[16]。
- 6月25日 - 【BCL】 上信越地区で新潟アルビレックス・ベースボール・クラブが福井ミラクルエレファンツ戦に10対3で勝利し、前期優勝達成[17]。また、福井は北陸地区で前期優勝マジックを1としていた石川ミリオンスターズのマジック対象チームであったため、福井の敗戦により石川の前期優勝も決定した[17]。

### 7月
- 7月5日 - 【KANDOK】兵庫ブルーサンダーズが大和侍レッズ戦に引き分け、前期優勝[18]
- 7月10日 - 【高校】日本高野連がこの日、第94回全国高等学校野球選手権大会の地方大会参加校を前年より29校減の3985校と発表。1989年の第71回大会以来23年ぶりに4000校を割った[19]。
- 7月16日 - 【社会人】第83回都市対抗野球大会（東京ドーム）にて大阪市・日本生命が対高知市・四国銀行戦に勝利し、大会史上5チーム目となる通算50勝を達成[20]。

### 8月
- 8月9日 - 【高校】第94回全国高等学校野球選手権大会（甲子園）で、桐光学園の松井裕樹が、対今治西戦で10連続を含む1試合22三振奪取の大会新記録を達成[21][22]。
- 8月18日 - 【高校】全国高等学校野球選手権大会に出場し、1、2回戦を勝ち上がっていた作新学院高校の野球部員が、栃木県宇都宮市で強姦致傷容疑などで逮捕されていたことが判明。日本高野連は同校の3回戦以降の出場を認めている[23]。
- 8月19日 - 【大学】東日本大震災復興支援試合「仙台六大学選抜対東京六大学選抜」戦がKスタ宮城で行われ、東京六大学選抜が4対0で勝利した[24]。
- 8月19日 - 【女子野球】 カナダ・エドモントンで開かれた第5回IBAF女子ワールドカップ決勝の日本対アメリカは3対0で日本代表が勝利し、史上初の3大会連続優勝を達成した[21][25]。
- 8月20日 - 【アジアシリーズ】11月に韓国・釜山で開催する第6回アジアシリーズの開催要項を発表。NPB、KBO、CPBL、CBA、ABLの各優勝チームと、開催地である釜山を本拠地とするKBOのロッテを加えた計6チームが参加[26][27]。
- 8月21日 - 【高校】作新学院（栃木）が部員の不祥事を受け、高校野球硬式の部で出場が決定していたぎふ清流国体を辞退することを、日本高野連が発表。代わって、補欠1位の仙台育英（宮城）が繰り上げ出場する[28]。
- 8月23日 - 【高校】第94回全国高等学校野球選手権大会の決勝戦が甲子園球場で行われ、春に続き、大阪府の大阪桐蔭と青森県の光星学院の顔合わせとなるが、大阪桐蔭が春に続き光星学院を3-0で下し、史上7校目の春夏連覇を果たした[21][29][30]。
- 8月31日 - 【社会人】大阪ガスが、野球部員が高校野球や競馬等の賭博を行っていた事を理由に、野球部の活動を当面自粛することを明らかにした。なお、同野球部は2013年2月28日まで半年間の対外試合禁止処分となった[31]。

### 9月
- 9月4日 - 【WBC・NPB】日本プロ野球選手会が第3回ワールド・ベースボール・クラシックへの参加を表明[21]
- 9月8日
  - 【IBAF】韓国で開かれた第25回AAA世界野球選手権大会最終日・決勝はアメリカがカナダに6対2で勝利し、7年ぶり6度目の優勝[32]
  - 【BCL】上信越地区で後期優勝マジックを2としていた新潟アルビレックス・ベースボール・クラブは敷島球場でおこなわれた群馬ダイヤモンドペガサス戦に5対2で勝利し、マジック対象チームの信濃グランセローズが福井ミラクルエレファンツに敗れたため、前期に続く優勝が決定した[33]。
- 9月10日 - オリックスやセントルイス・カージナルスなどで活躍した田口壮が現役引退[34]。
- 9月10日 - 【JABA】第37回全日本クラブ野球選手権大会最終日、西武ドームで準決勝と決勝が行われた。決勝では滋賀・高島ベースボールクラブ（東近畿）が延長10回タイブレーク、2-1で和歌山箕島球友会（西近畿）を破り、初出場初優勝。11月3日開幕の第38回社会人野球日本選手権大会への出場権を手にした[35]。
- 9月18日 - 【BCL】北陸地区で後期優勝マジックを1としていた福井ミラクルエレファンツは、マジック対象となる石川ミリオンスターズが群馬ダイヤモンドペガサスに敗れたため、2期ぶり・3年連続となる後期優勝を達成した[36]。
- 9月26日 - 【四国IL+】 愛媛が4年ぶり2度目の後期優勝[37]。

### 10月
- 10月1日 - 【社会人】新日本製鐵と住友金属工業両社の合併を受け、社会人野球の新日鉄広畑がチーム名を「新日鉄住金広畑」、住友金属鹿島が「新日鉄住金鹿島」、かずさマジックが「新日鉄住金かずさマジック」、東海REXが「新日鉄住金東海REX」にそれぞれ改称[38]。
- 10月3日 - 【高校】ぎふ清流国体・高校野球硬式の部の準決勝（2試合）が行われ、大阪桐蔭（大阪）が桐光学園（神奈川）に13対0、仙台育英（宮城）が県岐阜商（岐阜）に11対1でそれぞれ勝利し、優勝達成。大阪桐蔭は春夏甲子園2大会に続き3連覇を達成。なお台風17号の影響で決勝が開催されなかったため、準決勝で勝利した2校が優勝となった[39]。
- 10月6日 - 【四国IL+】 リーグチャンピオンシップで、前期優勝の香川が後期優勝の愛媛を3勝0敗で下し、2年ぶり5度目の総合優勝[40]。
- 10月10日 - 【WBC】2013年のWBC日本代表監督に元広島の監督の山本浩二が就任[21]
- 10月15日 - 【社会人】新日鉄大分ベースボールクラブがチーム名を「新日鉄住金大分クラブ」に変更[41]。
- 10月20日 - 【KANDOK】後期優勝マジックを1としていた兵庫ブルーサンダーズが対06BULLS戦に引き分け、前期に続いて半期優勝を達成[42]
- 10月21日 - 【高校】花巻東の大谷翔平がメジャーリーグ挑戦を表明[43]。
- 10月24日 - 【GPBL】大阪が対京都後期10回戦に2対1で勝利し、初の半期優勝を決める。
- 10月27日 - 【日本・独立】BCリーグ・新潟が四国IL+・香川とのグランドチャンピオンシップに3勝0敗で勝利し、初優勝。BCリーグ勢がGCS連覇[44]。
- 10月29日 - 【BCL】NPB・ヤクルトやMLB・ホワイトソックスなどで投手として活躍し、2012年限りで現役引退した新潟監督の高津臣吾が退団することが明らかになった[45]。

### 11月
- 11月5日 - 【GPBL】前期優勝の京都と、後期優勝の大阪による総合優勝決定戦がわかさスタジアム京都にて行われ、大阪が6対5でサヨナラ勝ちして参戦1年目での年間優勝を決める。
- 11月6日 - 【KANDOK】リーグチャンピオンシップ第3戦で、年間勝率2位の06BULLSが前後期優勝の兵庫ブルーサンダーズに2対1で勝利し、対戦成績を3勝0敗として初のリーグ優勝[46]
- 11月10日 - 【WBC】シアトル・マリナーズの岩隈久志が2013年のWBCに参加しない意向を明らかにした[47]。
- 11月11日 - 【アジアシリーズ】釜山・社稷野球場でアジアシリーズ決勝が開催され、NPBの巨人がCPBL・Lamigoを6-3で降し、アジアシリーズ初優勝[48]。
- 11月13日 - 【社会人】第38回社会人野球日本選手権大会（大阪ドーム）決勝戦、第83回都市対抗野球大会決勝の再現となった対戦で、JX-ENEOS（都市対抗・四国大会優勝）が5対1でJR東日本（北海道大会優勝）に勝利し、20大会ぶり2回目の優勝。同一年で都市対抗・日本選手権の決勝が同じ顔合わせになったのは史上初。また、JX-ENEOSは1988年の東芝以来2チーム目となる夏秋連覇を達成した[49]。最高殊勲選手賞は3勝（1完投）を挙げた大城基志・(JX-ENEOS)が受賞。大城はこの年の都市対抗でも橋戸賞を受賞しており、同一年で都市対抗・日本選手権のMVPを連続受賞した初の選手となった。
- 11月14日 - 【学生】第43回明治神宮野球大会（神宮球場）、高校の部決勝は仙台育英（宮城）が関西高（岡山）を12-4で破り初優勝[50]。大学の部決勝は桐蔭横浜大（神奈川、関東第2代表）が法大（東京六大学）を1-0で破り、創部7年目にして初優勝[51]。
- 11月22日 - キューバ政府はこの日、野球の発展に貢献した人物として長嶋茂雄（巨人終身名誉監督）に対し叙勲を決定、友好勲章を授与[52]。
- 11月30日 - 【KBO】ハンファ・イーグルスの朴賛浩が現役引退[53]。

### 12月
- 12月2日 - 【KBO】三星ライオンズはテグ市に新球場建設を発表[54]。
- 12月4日 - 【WBC】2013年のWBC日本代表候補が発表、すべて日本プロ野球所属選手で、メジャーリーグ選手は不参加[55]
- 12月11日 - 【社会人】2012年の社会人野球表彰（毎日新聞社、スポーツニッポン新聞社共催）が発表され、第83回都市対抗野球大会で歴代最多の10回目の優勝、24年ぶりの2大大会制覇を果たしたJX−ENEOSに特別賞が贈られた[56]。ベストナインではJX-ENEOSから5選手が選出された。
- 12月17日 - 日本アマチュア野球規則委員会の会合にて「危険防止ルール」を野球規則のアマチュア内規に盛り込むことを決定[57]。
- 12月25日 - 【GPBL】2012年のコンベンションを行い、MVP（角谷賞）には大阪の年間優勝の原動力となったの小西美加が2年連続で選ばれた[58]。

## 競技結果

### 国際大会
- 第26回アジア野球選手権大会

日本チーム 5戦全勝・優勝（5大会連続18回目）
最優秀選手賞 片山純一（JR東日本投手）

### 台湾プロ野球 (CPBL)

#### レギュラーシーズン
| 前期 | 前期                           | 前期 | 前期 | 前期 | 前期 | 前期 | 後期 | 後期   | 後期 | 後期 | 後期 | 後期 | 後期 | 年間 | 年間                           | 年間 | 年間 | 年間 | 年間 | 年間 |
| 順位 | 球団                           | 勝   | 敗   | 分   | 勝率 | 差   | 順位 | 球団   | 勝   | 敗   | 分   | 勝率 | 差   | 順位 | 球団                           | 勝   | 敗   | 分   | 勝率 | 差   |
| ---- | ------------------------------ | ---- | ---- | ---- | ---- | ---- | ---- | ------ | ---- | ---- | ---- | ---- | ---- | ---- | ------------------------------ | ---- | ---- | ---- | ---- | ---- |
| 優勝 | 統一セブンイレブン・ライオンズ | 41   | 19   | 0    | .683 | -    | 優勝 | Lamigo | 38   | 22   | 0    | .633 | -    | 1位  | 統一セブンイレブン・ライオンズ | 71   | 48   | 1    | .597 | -    |
| 2位  | Lamigoモンキーズ               | 28   | 30   | 2    | .483 | 12   | 2位  | 兄弟   | 34   | 25   | 1    | .576 | 3.5  | 2位  | Lamigoモンキーズ               | 66   | 52   | 2    | .559 | 4.5  |
| 3位  | 兄弟エレファンツ               | 26   | 33   | 1    | .441 | 14.5 | 3位  | 統一   | 30   | 29   | 1    | .508 | 7.5  | 3位  | 兄弟                           | 60   | 58   | 2    | .508 | 10.5 |
| 4位  | 興農ブルズ                     | 22   | 35   | 3    | .386 | 17.5 | 4位  | 興農   | 16   | 42   | 2    | .276 | 21   | 4位  | 興農                           | 38   | 77   | 5    | .330 | 31   |

#### 台湾シリーズ
|       | 日付     | ホーム | 結果 | ビジター | 球場   |
| ----- | -------- | ------ | ---- | -------- | ------ |
| 第1戦 | 10月13日 | 統一   | 1‐4  | Lamigo   | 台南   |
| 第2戦 | 10月14日 | 統一   | 4‐6  | Lamigo   | 澄清湖 |
| 第3戦 | 10月16日 | Lamigo | 3‐9  | 統一     | 桃園   |
| 第4戦 | 10月17日 | Lamigo | 7‐5  | 統一     | 桃園   |
| 第5戦 | 10月18日 | Lamigo | 3‐2  | 統一     | 桃園   |

### 独立リーグ (日本)

#### 四国アイランドリーグplus
|      | 前期                       | 前期 | 前期 | 前期 | 前期 | 前期 | 後期                       | 後期 | 後期 | 後期 | 後期 | 後期 |
| 順位 | 球団                       | 勝   | 敗   | 分   | 勝率 | 差   | 球団                       | 勝   | 敗   | 分   | 勝率 | 差   |
| ---- | -------------------------- | ---- | ---- | ---- | ---- | ---- | -------------------------- | ---- | ---- | ---- | ---- | ---- |
| 優勝 | 香川オリーブガイナーズ     | 25   | 10   | 5    | .714 | -    | 愛媛マンダリンパイレーツ   | 23   | 14   | 3    | .622 | -    |
| 2位  | 愛媛マンダリンパイレーツ   | 21   | 15   | 4    | .583 | 4.5  | 香川オリーブガイナーズ     | 21   | 14   | 5    | .600 | 1.0  |
| 3位  | 徳島インディゴソックス     | 15   | 23   | 2    | .395 | 7.0  | 徳島インディゴソックス     | 21   | 15   | 4    | .583 | 0.5  |
| 4位  | 高知ファイティングドッグス | 9    | 26   | 5    | .257 | 4.5  | 高知ファイティングドッグス | 7    | 27   | 6    | .206 | 13.0 |

##### リーグチャンピオンシップ
- 9月29日〜10月6日、マドンナ、坊ちゃん、レクザム

第1戦 香川 10 - 0 愛媛
第2戦 香川 2 - 1 愛媛
第3戦 香川 7 - 0 愛媛
（香川は2年ぶり5度目の総合優勝）

#### ベースボール・チャレンジ・リーグ
| 上信越地区 | 上信越地区               | 上信越地区 | 上信越地区 | 上信越地区 | 上信越地区 | 上信越地区 | 上信越地区               | 上信越地区 | 上信越地区 | 上信越地区 | 上信越地区 | 上信越地区 |
|            | 前期                     | 前期       | 前期       | 前期       | 前期       | 前期       | 後期                     | 後期       | 後期       | 後期       | 後期       | 後期       |
| 順位       | 球団                     | 勝         | 敗         | 分         | 勝率       | 差         | 球団                     | 勝         | 敗         | 分         | 勝率       | 差         |
| ---------- | ------------------------ | ---------- | ---------- | ---------- | ---------- | ---------- | ------------------------ | ---------- | ---------- | ---------- | ---------- | ---------- |
| 優勝       | 新潟アルビレックスBC     | 21         | 13         | 2          | .618       | -          | 新潟アルビレックスBC     | 29         | 7          | 0          | .806       | -          |
| 2位        | 信濃グランセローズ       | 16         | 18         | 2          | .471       | 5.0        | 信濃グランセローズ       | 19         | 17         | 0          | .528       | 10.0       |
| 3位        | 群馬ダイヤモンドペガサス | 12         | 23         | 1          | .343       | 4.5        | 群馬ダイヤモンドペガサス | 13         | 22         | 1          | .371       | 5.5        |

| 北陸地区 | 北陸地区                 | 北陸地区 | 北陸地区 | 北陸地区 | 北陸地区 | 北陸地区 | 北陸地区                 | 北陸地区 | 北陸地区 | 北陸地区 | 北陸地区 | 北陸地区 |
|          | 前期                     | 前期     | 前期     | 前期     | 前期     | 前期     | 後期                     | 後期     | 後期     | 後期     | 後期     | 後期     |
| 順位     | 球団                     | 勝       | 敗       | 分       | 勝率     | 差       | 球団                     | 勝       | 敗       | 分       | 勝率     | 差       |
| -------- | ------------------------ | -------- | -------- | -------- | -------- | -------- | ------------------------ | -------- | -------- | -------- | -------- | -------- |
| 優勝     | 石川ミリオンスターズ     | 21       | 12       | 3        | .636     | -        | 福井ミラクルエレファンツ | 17       | 18       | 1        | .486     | -        |
| 2位      | 福井ミラクルエレファンツ | 17       | 16       | 3        | .515     | 4.0      | 富山サンダーバーズ       | 13       | 21       | 2        | .382     | 3.5      |
| 3位      | 富山サンダーバーズ       | 16       | 19       | 1        | .457     | 2.0      | 石川ミリオンスターズ     | 13       | 22       | 1        | .371     | 0.5      |

##### プレーオフシリーズ
- 上信越地区 9月29日（三條機械スタジアム）

第1戦 新潟 6 - 4 信濃
- 北陸地区 第1戦9月29日・第3戦10月2日（石川県立野球場）、第2戦10月1日（福井フェニックススタジアム）

第1戦 石川 5 - 5 福井
第2戦 福井 2 - 0 石川
第3戦 福井 2 - 1 石川
- リーグチャンピオンシップ 第1戦10月6日（長岡市悠久山野球場）、第2戦10月7日（HARD OFF ECOスタジアム新潟）、第3戦10月13日（福井フェニックススタジアム）

第1戦 新潟 11 - 3 福井
第2戦 新潟 3 - 2 福井
第3戦 新潟 7 - 1 福井

#### グランドチャンピオンシップ
第1戦 新潟 2 - 0 香川（10月20日、レクザム）
第2戦 新潟 4 - 3 香川（10月21日、レクザム）
第3戦 新潟 6 - 0 香川（10月27日、悠久山）
- （新潟は初優勝）

#### 関西独立リーグ
|      | 前期                 | 前期 | 前期 | 前期 | 前期 | 前期 | 後期                 | 後期 | 後期 | 後期 | 後期 | 後期 |
| 順位 | 球団                 | 勝   | 敗   | 分   | 勝率 | 差   | 球団                 | 勝   | 敗   | 分   | 勝率 | 差   |
| ---- | -------------------- | ---- | ---- | ---- | ---- | ---- | -------------------- | ---- | ---- | ---- | ---- | ---- |
| 優勝 | 兵庫ブルーサンダーズ | 20   | 9    | 3    | .690 | -    | 兵庫ブルーサンダーズ | 18   | 8    | 6    | .692 | -    |
| 2位  | 06BULLS              | 18   | 10   | 4    | .643 | 1.5  | 06BULLS              | 17   | 11   | 4    | .607 | 2.0  |
| 3位  | 大和侍レッズ         | 13   | 16   | 3    | .448 | 5.5  | 大和侍レッズ         | 15   | 13   | 4    | .536 | 2.0  |
| 4位  | 紀州レンジャーズ     | 13   | 17   | 2    | .433 | 0.5  | 紀州レンジャーズ     | 12   | 16   | 4    | .429 | 3.0  |
| 5位  | 神戸サンズ           | 8    | 20   | 4    | .286 | 4.0  | 神戸サンズ           | 7    | 21   | 4    | .250 | 5.0  |

##### 年間チャンピオンシップ
- 11月3日～11月6日、キッピー・花園セントラル

第1戦 06 2 - 1 兵庫
第2戦 06 12 - 3 兵庫
第3戦 06 2 - 1 兵庫
（06は初の総合優勝）

#### 日本女子プロ野球機構
|      | 前期                     | 前期 | 前期 | 前期 | 前期 | 前期 | 後期                     | 後期 | 後期 | 後期 | 後期 | 後期 |
| 順位 | 球団                     | 勝   | 敗   | 分   | 勝率 | 差   | 球団                     | 勝   | 敗   | 分   | 勝率 | 差   |
| ---- | ------------------------ | ---- | ---- | ---- | ---- | ---- | ------------------------ | ---- | ---- | ---- | ---- | ---- |
| 優勝 | 京都アストドリームス     | 14   | 5    | 1    | .737 | -    | 大阪ブレイビーハニーズ   | 9    | 8    | 3    | .529 | -    |
| 2位  | 兵庫スイングスマイリーズ | 8    | 10   | 2    | .444 | 5.5  | 兵庫スイングスマイリーズ | 9    | 9    | 2    | .500 | 0.5  |
| 3位  | 大阪ブレイビーハニーズ   | 6    | 13   | 1    | .316 | 8.0  | 京都アストドリームス     | 8    | 9    | 3    | .471 | 1.0  |

##### 総合優勝決定戦
（わかさスタジアム京都、11月5日）
大阪 6 - 5 京都
（大阪は初の年間優勝）

### 社会人野球
- 第83回都市対抗野球大会（7月13日〜7月24日；東京ドーム）
優勝：横浜市・JX-ENEOS（4年ぶり10回目）
- 第37回全日本クラブ野球選手権大会（9月7日〜10日；西武ドーム）
優勝：滋賀・高島ベースボールクラブ（初優勝）
- ナショナルクラブベースボールシリーズ
  - 第5回東日本クラブカップ（10月6日・7日；仙台市民）

優勝：函館太洋倶楽部（初優勝）
  - 第5回中日本クラブカップ（9月29日・30日；俣野公園）

優勝：WIEN'94（初優勝）
  - 第5回西日本クラブカップ（9月15日・16日；周南）

優勝：アークバリアドリームクラブ（初優勝）
- 第38回社会人野球日本選手権大会（11月3日〜13日；京セラドーム大阪）
優勝：JX-ENEOS（20大会ぶり2回目）
※史上2チーム目の夏秋連覇
- 主要地区連盟主催大会（日本選手権対象大会）
  - 第67回JABA東京スポニチ大会（3月12日〜15日；神宮、QVCマリン、大田）

優勝：JFE東日本（初優勝）
  - 第59回JABA静岡大会（4月4日〜8日；浜松、清水庵原）

優勝：トヨタ自動車（初優勝）
  - 第41回JABA四国大会（4月6日・9日；オロナミンC、アグリあなん）

優勝：JX-ENEOS（初優勝）
  - 第36回JABA日立市長杯争奪大会（4月12日〜15日；日立市民、日立会瀬）

優勝：Honda（初優勝）
  - 第55回JABA岡山大会（4月13日〜17日；倉敷マスカット・同補助、倉敷市営）

優勝：JFE西日本（初優勝）
  - 第54回JABA長野県知事旗争奪野球大会（4月20日〜23日；オリンピック、長野県営）

優勝：東邦ガス（初優勝）
  - 第63回JABA京都大会（4月28日〜5月3日；わかさスタジアム京都、皇子山）

優勝：NTT西日本（10年ぶり3回目）
  - 第65回JABAベーブルース杯争奪大会（4月28日〜5月1日；長良川、大垣北）

優勝：西濃運輸（4年ぶり7回目）
  - 第65回JABA九州大会（5月6日〜10日；北九州大谷、北九州市民）

優勝：パナソニック（39年ぶり2回目）
  - 第43回JABA東北大会（5月10日〜13日；仙台市民、石巻）

優勝：住友金属鹿島（13年ぶり4回目）
  - 第54回JABA北海道大会（6月19日〜22日；円山、野幌）

優勝：JR東日本（初優勝）

### 大学野球
- 第61回全日本大学野球選手権大会（6月12日〜18日；神宮、東京ドーム）

決勝 早大（東京六大学） 4-0 亜大（東都）
（早大は5年ぶり4度目の優勝）
- 第43回明治神宮野球大会大学の部（11月10日〜14日；神宮球場）

決勝 桐蔭横浜大（神奈川） 1-0 法大（東京六大学）
（桐蔭横浜大は初優勝）
- 各大学リーグ結果（太字は大学選手権、明治神宮大会出場権を得た大学）
  - 北海道学生野球連盟
1部春季優勝：旭川大
2部春季優勝：北教大旭川校
1部秋季優勝：東農大北海道オホーツク
2部秋季優勝：北教大旭川校
  - 札幌学生野球連盟
1部春季優勝：道都大
2部春季優勝：東海大北海道キャンパス
3部春季優勝：札幌国際大
1部秋季優勝：道都大
2部秋季優勝：北海学園大
3部秋季優勝：小樽商大
  - 北東北大学野球連盟
1部春季優勝：八戸大
2部春季優勝：八戸工大
3部春季優勝：秋田県立大
1部秋季優勝：富士大
2部秋季優勝：盛岡大
3部秋季優勝：岩手医科大
  - 仙台六大学野球連盟
春季優勝：東北福祉大
秋季優勝：東北学院大
  - 南東北大学野球連盟
1部春季優勝：東日本国際大
2部春季優勝：山形大
1部秋季優勝：東日本国際大
2部秋季優勝：山形大
  - 千葉県大学野球連盟
1部春季優勝：国際武道大
2部春季優勝：敬愛大
3部春季優勝：日本橋学館大
1部秋季優勝：国際武道大
2部秋季優勝：千葉経大
3部秋季優勝：日本橋学館大
  - 関甲新学生野球連盟
1部春季優勝：上武大
2部春季優勝：作新学院大
3部春季優勝：山梨大
1部秋季優勝：白鷗大
2部秋季優勝：常盤大
3部秋季優勝：茨城大
  - 東京新大学野球連盟
1部春季優勝：創価大
2部春季優勝：高千穂大
3部春季優勝：駿河台大
4部春季優勝：東洋学園大
1部秋季優勝：創価大
2部秋季優勝：高千穂大
3部秋季優勝：日工大
4部秋季優勝：東外大
  - 東京六大学野球連盟
春季優勝：早大
秋季優勝：法大
  - 東都大学野球連盟
1部春季優勝：亜大
2部春季優勝：国学院大
3部春季優勝：順大
4部春季優勝：東京都市大
1部秋季優勝：亜大
2部秋季優勝：専大
3部秋季優勝：順大
4部秋季優勝：東京都市大
  - 首都大学野球連盟
1部春季優勝：東海大
2部春季優勝：桜美林大
1部秋季優勝：東海大
2部秋季優勝：城西大
  - 神奈川大学野球連盟
1部春季優勝：関東学院大
2部春季優勝：横浜国立大
1部秋季優勝：桐蔭横浜大
2部秋季優勝：神奈川工科大
  - 愛知大学野球連盟
1部春季優勝：愛院大
2部春季優勝：愛産大
3部春季優勝：名経大
4部春季優勝：愛知学泉大
5部春季優勝：愛知淑徳大
1部秋季優勝：愛院大
2部秋季優勝：中京大
3部秋季優勝：名大
  - 東海地区大学野球連盟
    - 岐阜学生野球連盟春季優勝：岐阜経大
    - 三重学生野球連盟春季優勝：三重中京大
    - 静岡学生野球連盟春季優勝：日大国際関係学部
    - 岐阜学生野球連盟秋季優勝：朝日大
    - 三重学生野球連盟秋季優勝：三重中京大
    - 静岡学生野球連盟秋季優勝：浜松大

  - 北陸大学野球連盟
1部春季優勝：福井工大
2部春季優勝：富山国際大
1部秋季優勝：福井工大
2部秋季優勝：北陸大
  - 関西学生野球連盟
春季優勝：立命館大
秋季優勝：関西学院大
  - 関西六大学野球連盟
春季優勝：龍谷大
秋季優勝：京産大
  - 阪神大学野球連盟
1部春季優勝：大体大
2部春季優勝：姫路獨協大
1部秋季優勝：大体大
2部秋季優勝：帝塚山大
  - 近畿学生野球連盟
1部春季優勝：奈良産大
2部春季優勝：和歌山大
3部春季優勝：羽衣国際大
1部秋季優勝：奈良産大
2部秋季優勝：大阪市立大
3部秋季優勝：兵庫県大
  - 京滋大学野球連盟
1部春季優勝：京都学園大
2部春季優勝：滋賀大
1部秋季優勝：京都学園大
2部秋季優勝：京都教育大
  - 広島六大学野球連盟
春季優勝：広経大
秋季優勝：近大工学部
  - 中国地区大学野球連盟
1部春季優勝：岡山商科大
2部春季優勝：島根大
3部春季優勝：尾道市立大
4部春季優勝：広島国際大
1部秋季優勝：福山大
2部秋季優勝：岡山大
3部秋季優勝：尾道市立大
4部秋季優勝：鳥取大
  - 四国地区大学野球連盟
1部春季優勝：四国学院大
2部春季優勝：徳島大
1部秋季優勝：松山大
2部秋季優勝：徳島大
  - 九州六大学野球連盟
春季優勝：福岡大
    - ユニバーシアード記念九州大学野球選手権大会優勝：福岡大

秋季優勝：九国大
  - 福岡六大学野球連盟
春季優勝：九共大
秋季優勝：九産大
  - 九州地区大学野球連盟
    - 福岡・長崎県リーグ春季優勝：西日本工大
    - 大分県リーグ春季優勝：日本文理大
    - 熊本県リーグ春季優勝：東海大九州キャンパス
    - 宮崎県リーグ春季優勝：宮崎産経大
    - 鹿児島県リーグ春季優勝：第一工大
    - 沖縄県リーグ春季優勝：名桜大
    - 福岡・長崎県リーグ秋季優勝：西日本工大
    - 大分県リーグ秋季優勝：日本文理大
    - 熊本県リーグ秋季優勝：崇城大
    - 宮崎県リーグ秋季優勝：宮崎産経大
    - 鹿児島県リーグ秋季優勝：第一工大
    - 沖縄県リーグ秋季優勝：名桜大

### 高校野球
- 第84回選抜高等学校野球大会（3月21日〜4月4日；甲子園）
  - 決勝 大阪桐蔭（大阪） 7 - 3 光星学院（青森）

大阪桐蔭は初優勝。大阪府勢の優勝は第65回大会の上宮以来19年ぶり9回目。
- 第94回全国高等学校野球選手権大会（8月8日〜23日；甲子園）
  - 決勝 大阪桐蔭（大阪） 3 - 0 光星学院（青森）

大阪桐蔭は4年ぶり3度目の優勝、また史上7校目の春夏連覇。光星学院は2年連続準優勝。
- 第57回全国高等学校軟式野球選手権大会（8月25日〜29日；明石トーカロ球場）
  - 決勝 中京（東海・岐阜） 2 - 1 文徳（南部九州・熊本）

中京は2年連続6回目の優勝[59]
- 第67回国民体育大会（9月29日〜10月9日；岐阜県）
  - 硬式の部・準決勝
    - 大阪桐蔭（大阪） 13 - 0 桐光学園（神奈川）
    - 仙台育英（宮城） 11 - 1 県岐阜商（岐阜）

台風17号により決勝は行われず。準決勝の勝者2校を優勝とする。
  - 軟式の部
- 第43回明治神宮野球大会高校の部（11月10日〜14日；明治神宮野球場）
  - 決勝 仙台育英（宮城） 12 - 4 関西高（岡山）

## 死去
- 1月14日 - 堀本律雄（元巨人投手 *1935年）
- 1月27日 - 岩井靖（元オリックス球団社長 *1930年）[60]
- 2月1日 - 大谷泰司（元プロ野球審判員 *1932年）
- 2月16日 - ゲイリー・カーター（元モントリオール・エクスポズ他捕手、アメリカ野球殿堂・カナダ野球殿堂・オールスターゲーム11回選出・通算2092安打、324本塁打 *1954年）[61]
- 2月21日 - 河村保彦（元中日・サンケイ投手 *1940年）
- 2月23日 - 田中美一（日本野球連盟参与、元アマチュア野球審判員 *1937年）
- 3月4日 - 東出康博（元南海内野手 *1950年）
- 3月14日 - 榎本喜八（元毎日・西鉄内野手、首位打者2回、通算2314安打・246本塁打、後の2016年に野球殿堂表彰 *1936年）
- 3月23日 - 会田豊彦（元中日外野手 *1937年）
- 3月27日 - 浜田義雄（元東映内野手 *1926年）
- 4月2日 - 滝正男（元中京商選手・監督、元中京大監督、後の2018年に野球殿堂表彰 *1921年）[62]
- 4月17日 - 相田暢一（元早大監督、東京六大学野球連盟理事 *1921年）[63]
- 4月17日 - スタン・ジョンソン（元ホワイトソックス・大洋外野手 *1937年）
- 4月17日 - 小野坂清（元近鉄投手 *1942年）[64]
- 4月23日 - 高橋義種（元ロッテ球団代表 *1929年）[65]
- 5月5日 - 井上登（元中日・南海内野手 *1934年）
- 5月16日 - サッド・ティロットソン（元ヤンキース・南海投手 *1940年）
- 5月23日 - 沖山光利（元大洋外野手 *1933年）
- 6月5日 - ハル・ケラー（英語版）（元ワシントン・セネタース捕手、マリナーズ元GM *1928年）[66]
- 8月11日 - 稲葉光雄（元中日投手、中日2軍投手コーチ *1948年）[67]
- 8月13日 - ジョニー・ペスキー（元ボストン・レッドソックス他内野手・通算1455安打・最多安打3回 *1919年）
- 8月15日 - 早瀬方禧（元阪急外野手 *1940年）
- 9月13日 - ジャック・ピアース（元ブレーブス・タイガース・南海内野手 *1948年）
- 9月15日 - 瀬古和男（元日本ハム球団社長 *1922年）
- 9月18日 - 橋本實（元水戸商元監督、水城高監督 *1948年）[68]
- 10月6日 - 福原朝悦（元首里高監督 *1928年?）[69]
- 10月16日 - エディ・ヨスト（元ワシントン・セネタース他三塁手、通算1836安打・139本塁打・1614四球 *1926年）
- 11月1日 - パスカル・ペレス（元MLB投手 *1957年）[70]
- 11月8日 - リー・マクフェイル（元MLB運営管理者、1998年アメリカ野球殿堂入り *1917年）
- 11月24日 - 池田信夫（元アマチュア野球投手、拓殖大第一監督 *1950年）
- 11月25日 - 高木喬（元近鉄・西鉄内野手 *1940年）
- 11月27日 - マービン・ミラー（元MLB選手会長 *1917年）
- 12月9日 - 川島廣守（元セ・リーグ会長、第10代プロ野球コミッショナー *1922年）
- 12月22日 - ライアン・フリール（元MLB外野手 *1976年）
- 12月24日 - 山本隆造（元西武内野手、元プロ野球審判員、日本野球機構審判技術委員 *1956年）